# Claude Rault

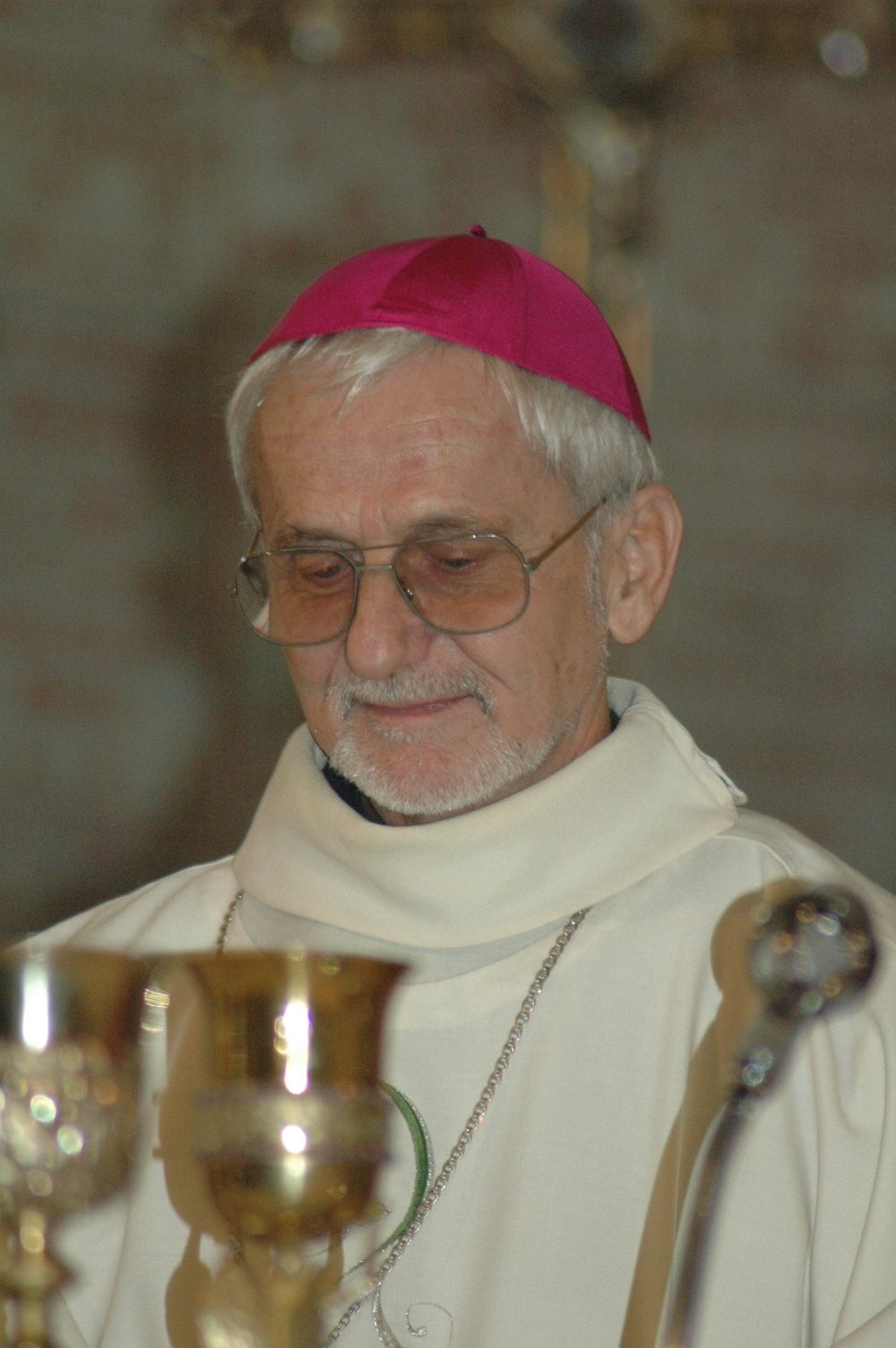
Claude Rault

Claude Rault (Poilly, 28 november 1940) is een Frans priester van de Witte Paters en bisschop-emeritus van het Algerijnse bisdom Laghouat. Hij studeerde theologie in Ottawa (Canada) en Arabisch aan het Pauselijk Instituut voor Arabische en Islamitische Studies.

## Publicatie
- Désert ma cathédrale. Declée de Brouwer, 2008